# Psychotria noxia
Psychotria noxia är en måreväxtart som beskrevs av Augustin François César Prouvençal de Saint-Hilaire.
Psychotria noxia ingår i släktet Psychotria och familjen måreväxter. Inga underarter finns listade i Catalogue of Life.